# Camponotus rhamses
Camponotus rhamses är en myrart som beskrevs av Santschi 1915. Camponotus rhamses ingår i släktet hästmyror, och familjen myror.

## Underarter
Arten delas in i följande underarter:
- C. r. completus
- C. r. rhamses